# Filtre de combustible

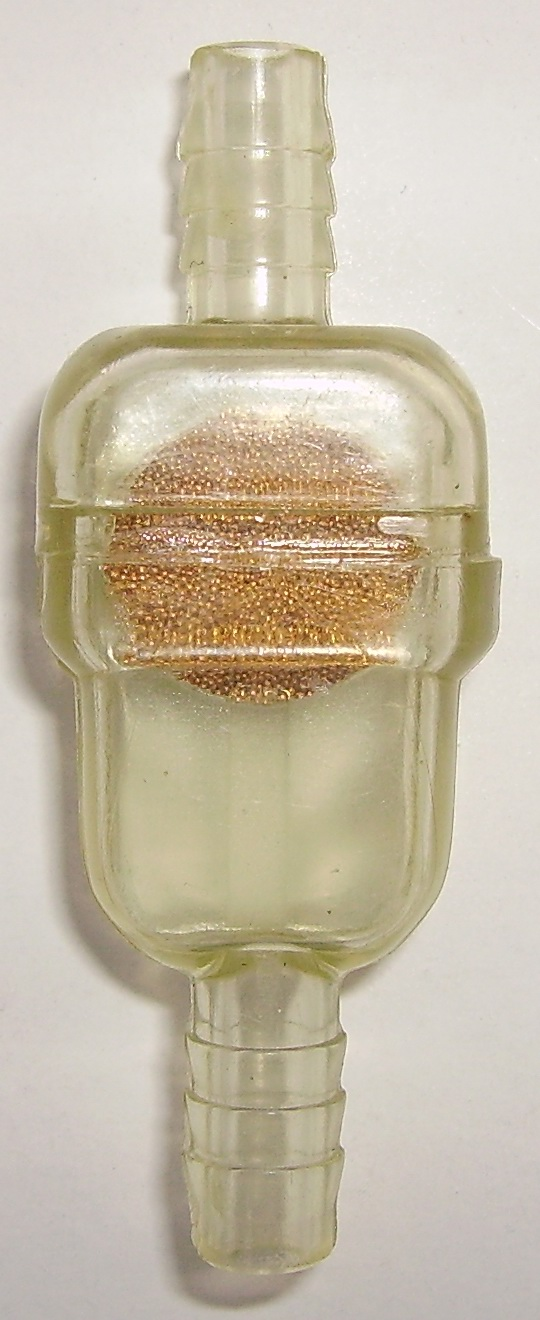
Filtre de combustible de petites dimensions.

El filtre de combustible és un dispositiu que permet eliminar un percentage molt gran de les partícules estranyes que hi pot haver en suspensió en el mateix dipòsit de combustible o en els conductes d'alimentació fins al motor o element final del sistema.
En el cas de motors d'automoció i similars, un combustible sense impureses assegura un bon funcionament del motor i una vida màxima dels elements.

## Descripció
Hi ha filtres de combustible molt senzills que consten únicament d'un element filtrant disposat en sèrie dins d'un allotjament amb connectors d'entrada i sortida. Aquests filtres poden ser muntats en qualsevol posició.
Els filtres més complets, especialment els destinats a motors dièsel moderns, es basen en un recipient cilíndric allargat (o de forma semblant) que incorpora l'element filtrant. Es munten en posició vertical i disposen d'una vàlvula de drenatge a la base. A més, disposen d'un dispositiu detector d'aigua en el combustible, que avisa si el nivell d'aigua supera un nivell determinat. La vàlvula de drenatge permet eliminar l'aigua no desitjada.

## Origen de les impureses
Les impureses presents al dipòsit, la bomba de combustible o el circuit d'alimentació poden tenir orígens diversos:
- en la fase de fabricació del vehicle hi ha hagut contaminació que no ha estat possible netejar de forma efectiva
- en les diverses etapes d'emmagatzematge i distribució del combustible hi pot haver contaminació, amb incorporació de partícules (especialment de pols) al mateix combustible
- en el moment d'omplir el dipòsit en una gasolinera, hi pot haver introducció de partícules estranyes; de la pols ambiental o del material de l'estació
- mentre el dipòsit de combustible es va buidant, l'aire exterior entra a l'interior del dipòsit i pot arrossegar partícules estranyes

## Qualitat de la filtració
En els motors antics, de vehicles o d'altres aplicacions, la filtració de combustible no era determinant, tot i ser important per a un bon servei. Les toleràncies de fabricació i les prestacions moderades dels motors permetien un nivell de filtració relativament baix.
Els motors moderns, amb injecció de gasolina o injecció dièsel, requereixen una filtració del combustible molt efectiva.
Hi ha mètodes i protocols que permeten avaluar les prestacions dels filtres de combustible.

## Manteniment
El correcte funcionament del filtre de combustible requereix seguir les normes del fabricant. La mesura més important és la substitució de l'element filtrant o de tot el filtre quan calgui, tenint en compte les condicions de servei i les ambientals.

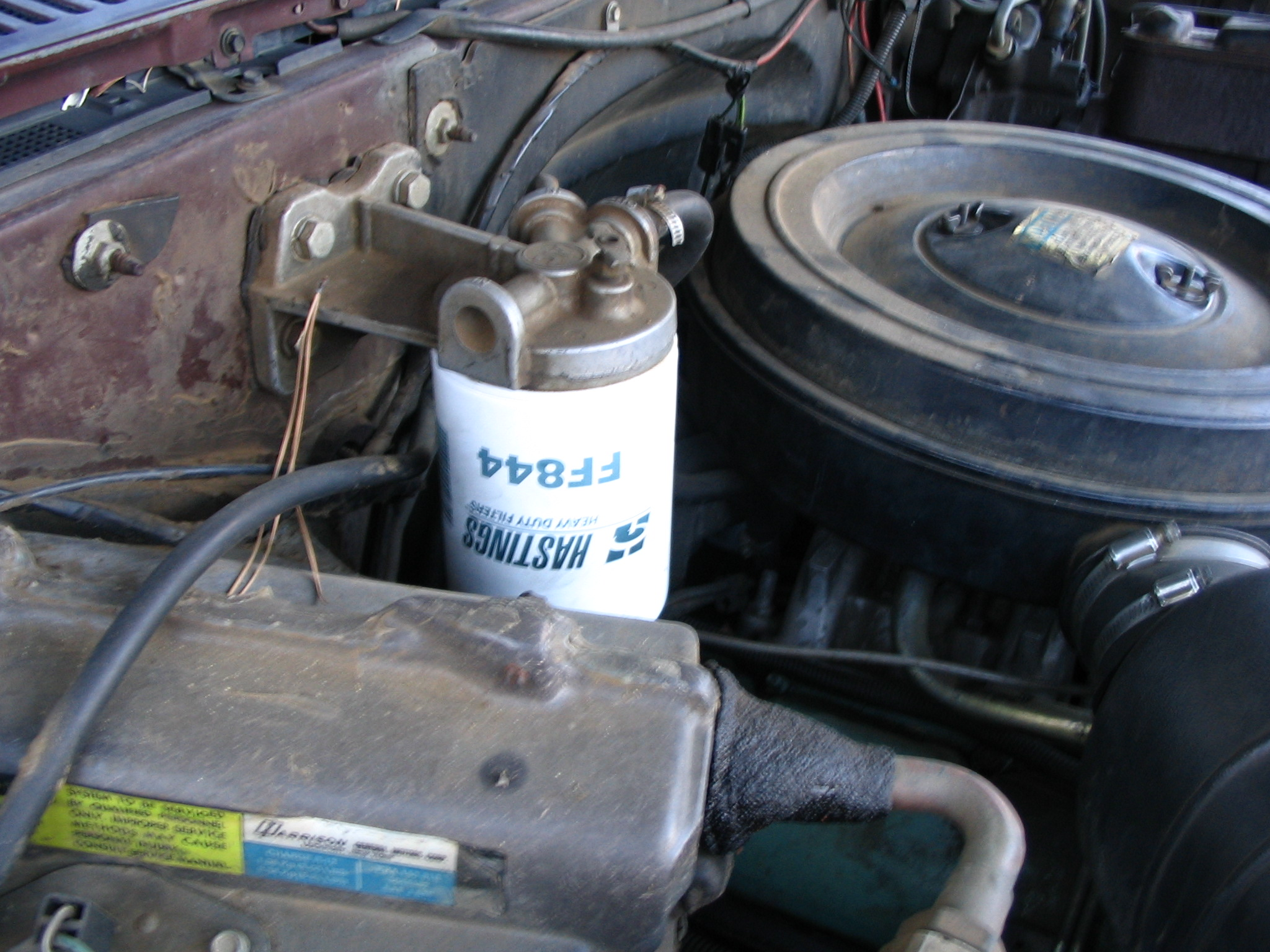
Filtre d'un motor dièsel GMC C1500 Sierra Classic 6,2 litres
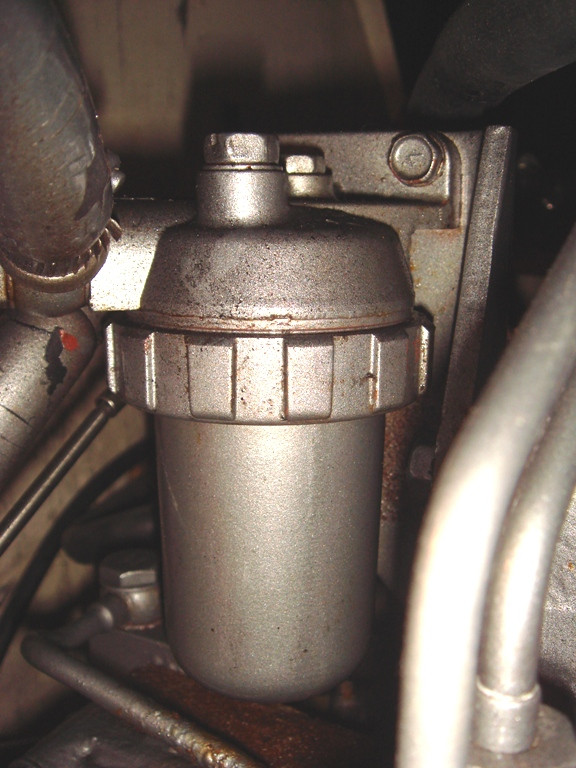
Filtre d'un motor dièsel marí Yanmar 2GM20
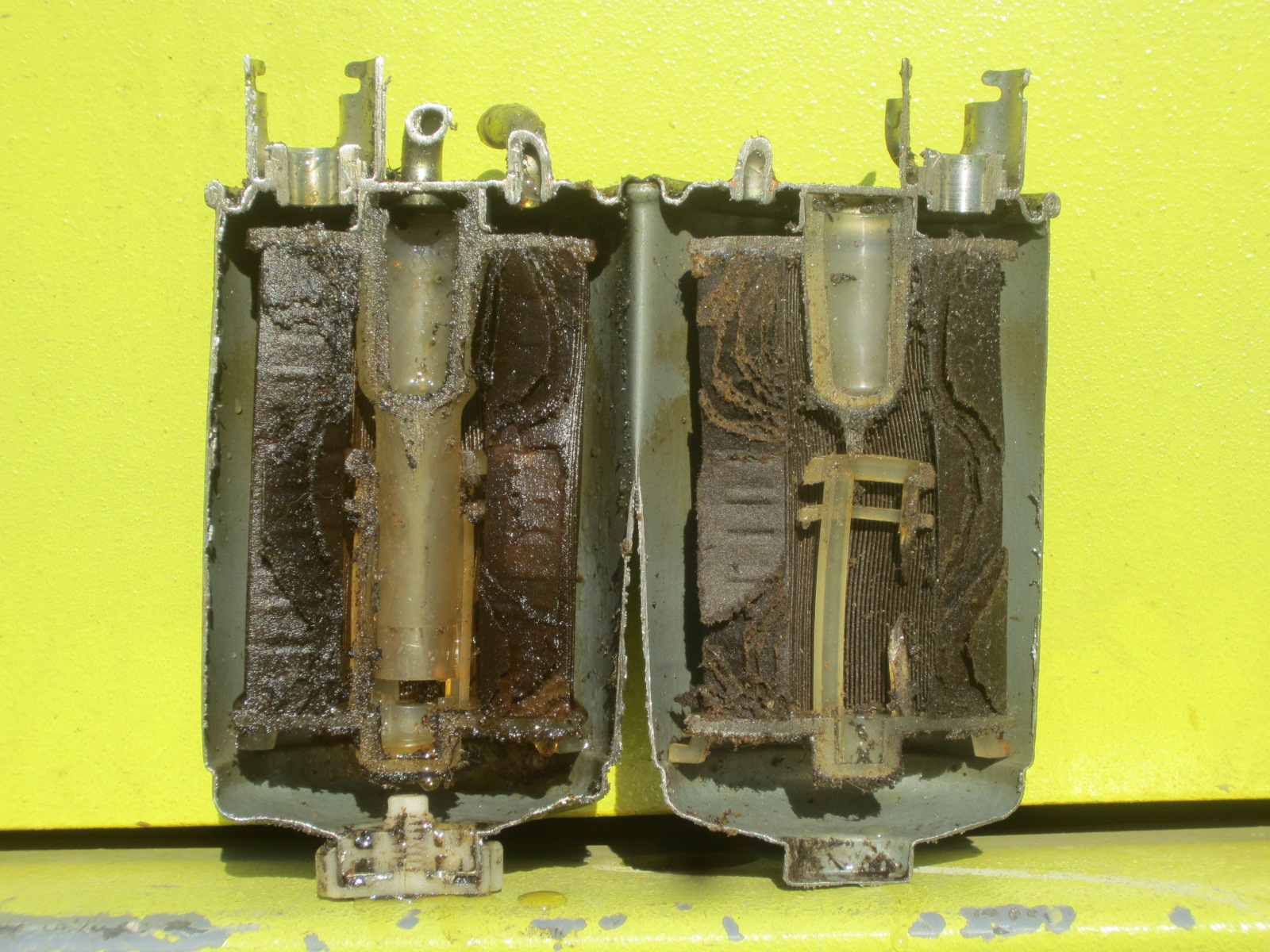
Filtre embussat i inservible, tallat i obert. Volkswagen dièsel 1,9 litres